# Pavel Džidžov
Pavel Džidžov, AA (19. července 1919, Plovdiv – 11. listopadu 1952, Sofie) byl bulharský římskokatolický kněz a řeholník kongregace Augustiniánů Nanebevzetí Panny Marie, popravený během komunistické totality. Katolická církev jej uctívá jako blahoslaveného mučedníka.

## Život

Pamětní deska jeho a jeho společníků na chrámu Nanebevstoupení Páně v Plovdivu

Narodil se dne 9. července 1919 v Plovdivu do římskokatolické rodiny. Pokřtěn byl pod křestním jménem Josif 2. srpna téhož roku. Již v dětství měl ambice stát se knězem.
Studoval na koleji sv. Augustina v Plovdivu, kde byl považován za dobrého studenta, zejména v matematice. V říjnu roku 1938 vstoupil ve francouzském Nozeroy do noviciátu kongregace Augustiniánů Nanebevzetí Panny Marie a přijal řeholní jméno Pavel. Ve Francii trávil období noviciátu studiem teologie. Dne 8. září 1942 složil své doživotní řeholní sliby. Ze zdravotních důvodů se v roce 1942 vrátil do Bulharska, kde své studium teologie dokončil a dne 26. ledna 1945 byl vysvěcen na kněze. Poté pokračoval ve studiu ekonomie a společenských věd a zároveň vyučoval na střední škole ve Varně, kde byl bedlivě sledován tajnou policií. Nedlouho poté byl jmenován pokladníkem na koleji sv. Augustina v Plovdivu, kterým byl až do roku 1948, kdy byla instituce uzavřena komunistickou vládou.
Studenti a další ho oceňovali zejména pro jeho zbožnost, smysl pro humor, hlubokou víru, ekumenického ducha a statečnost před komunistickým režimem. Často riskoval osobní bezpečnost tím, že veřejně hájil práva církve a navštěvoval politické vězně.
Dne 4. července 1952 byl v Plovdivu zatčen a obviněn ze špionáže poté, co byli v předešlých měsících zatčeni také další duchovní. Při následném monstrprocesu, který začal 29. září 1952 a skončil 3. října téhož roku, byl on a další dva jeho společníci z kongregace, Kamen Vičev a Josafat Šiškov a také biskup z Nicopolis Evgenij Bosilkov shledáni vinnými a odsouzeni k trestu smrti. Popraven zastřelením byl spolu s nimi popravčí četou na půdě věznice v Sofii ve 23:30 večer dne 11. listopadu 1952. Pohřben byl do hromadného hrobu a jeho ostatky nebyly nalezeny. Dne 28. července 2010 byl Bulharským národním shromážděním spolu s dalšími odsouzenými v monstrprocesu roku 1952 posmrtně rehabilitován.

## Úcta
Beatifikační proces jeho a dalších dvou mučedníků, Kamena Vičeva a Josafata Šiškova, započal dne 19. září 1995, čímž obdrželi titul služebníci Boží. Dne 23. dubna 2002 podepsal papež sv. Jan Pavel II. dekret o jejich mučednictví.
Blahořečen pak byl spolu s nimi dne 26. května 2002 v Plovdivu papežem sv. Janem Pavlem II.
Jeho památka je připomínána 13. listopadu. Bývá zobrazován v řeholním oděvu.